# باش كهريز
باش‌ كهريز هي قرية في مقاطعة شوط‌، إيران. يقدر عدد سكانها بـ 769 نسمة بحسب إحصاء 2016.